# 27083 Alethialittle
27083 Alethialittle è un asteroide della fascia principale. Scoperto nel 1998, presenta un'orbita caratterizzata da un semiasse maggiore pari a 2,2052110 au e da un'eccentricità di 0,0700417, inclinata di 2,10087° rispetto all'eclittica.